# Luis Vicente de Aguinaga
Luis Vicente de Aguinaga (Guadalajara, México, 6 de octubre de 1971) es un poeta, ensayista, traductor y profesor mexicano. Nació en Guadalajara, aunque fue registrado como natural de Tepic, Nayarit.

## Biografía
Es licenciado en letras por la Universidad de Guadalajara y doctor en letras románicas por la Universidad Paul-Valéry de Montpellier. Ha ganado el Premio Nacional de Poesía Efraín Huerta (2003), el Premio Nacional de Poesía Aguascalientes (2004), el Premio Nacional de Ensayo Joven José Vasconcelos (2005), la Medalla Wikaráame al Mérito Poético en las Lenguas de América (2019) y el Premio Nacional de Poesía Ramón López Velarde (2021). Siendo alumno de licenciatura, obtuvo el segundo lugar en el concurso estudiantil de poesía de la Feria Internacional del Libro en Guadalajara (1991).
Es profesor en el Centro Universitario de Ciencias Sociales y Humanidades  de la Universidad de Guadalajara. Ha sido becario del Consejo Estatal de la Cultura y las Artes de Jalisco (1992), del Fondo Nacional para la Cultura y las Artes (Programa de Jóvenes Creadores, 1995-1996 y 2002-2003; Programa de Fomento a la Traducción Literaria, 2005-2006) y del Consejo Nacional de Ciencia y Tecnología de México (1996-2001). Es miembro del Sistema Nacional de Investigadores.
Editó, con Teresa González Arce, la hoja de poemas Nudo (1989-1991), y ambos, junto con Martín Mora , editaron el folleto literario La Migala (1995). Fue colaborador habitual del suplemento Ea! (1989-1991),  de la revista El Zahir (1991-2000), del suplemento Nostromo (1993-1994) y del periódico Mural (2001-2007), y fue miembro del consejo editorial de la revista Luvina  (2004-2008). Fue subdirector editorial de la Secretaría de Cultura de Jalisco (1993-1995) y director de la colección "Bajo Tantos Párpados", coeditada por la Universidad de Guadalajara y Ediciones Arlequín entre 2003 y 2005. También fue crítico de poesía en la revista Crítica, de la Universidad Autónoma de Puebla, y columnista de Tierra Adentro.

## Obras
Poesía
- 1989 - Noctambulario
- 1990 - Nombre
- 1992 - Piedras hundidas en la piedra
- 1995 - El agua circular, el fuego
- 2000 - La cercanía (edición francés-español, La proximité / La cercanía, 2008)
- 2003 - Cien tus ojos
- 2004 - Por una vez contra el otoño (Premio Nacional de Poesía Efraín Huerta)
- 2004 - Reducido a polvo (Premio Nacional de Poesía Aguascalientes)
- 2007 - Trece
- 2008 - Fractura expuesta
- 2011 - Adolescencia y otras cuentas pendientes
- 2012 - Séptico
- 2017 - Qué fue de mí
- 2022 - Desviación vertical disociada

Antologías de su obra poética
- 2015 - Si la tierra guardara la forma de los cuerpos (selección de poemas procedentes de La cercanía, Por una vez contra el otoño, Reducido a polvo, Fractura expuesta y Adolescencia y otras cuentas pendientes)
- 2015 - Orden aleatorio (cincuenta poemas, 1989-2014)

Ensayo
- 2003 - Rumor de la ciudad al hundirse. Lectura de «Paisajes después de la batalla» de Juan Goytisolo
- 2004 - Lámpara de mano. Sobre poemas y poetas
- 2005 - La migración interior. Abecedario de Juan Goytisolo (Premio Nacional de Ensayo Joven José Vasconcelos)
- 2005 - Signos vitales. Verso, prosa y cascarita
- 2006 - Otro cantar. Invitación a la crítica literaria
- 2013 - Todo un pasado por vivir. Asuntos varios (2001-2012)
- 2014 - Juan Goytisolo: identidad y saber poético
- 2014 - El pez no teme ahogarse. Lecturas de poesía mexicana.
- 2014 - Sabemos del agua por la sed. Puntos de reunión en la poesía latinoamericana y española
- 2016 - De la intimidad. Emociones privadas y experiencias públicas en la poesía mexicana
- 2017 - Reunión de amigos
- 2018 - La luz dentro del ojo. Literatura, tradición y conciencia estética
- 2020 - Puesto de observación. Lecturas de poesía iberoamericana
- 2021 - La esfera del reloj. Breviario flotante de poesía mexicana
- 2021 - El ruiseñor de Alfeo. Catorce asuntos lopezvelardeanos
- 2022 - De otra cosa
- 2024 - No hay otro paraíso. Pérdida, duelo y nostalgia en tres momentos de la poesía mexicana moderna

Traducciones
- 2003 - Hector de Saint-Denys Garneau, Pequeño fin del mundo / Petite fin du monde
- 2007 - Hector de Saint-Denys Garneau, Todos y cada uno. Poemas / Tous et chacun. Poèmes
- 2017 - Franc Ducros, Desapariciones seguido de Notas sobre la experiencia poética

Antologías de otros autores
- 1992 - Eduardo Lizalde, Eduardo Lizalde de bolsillo (selección y prólogo de Luis Vicente de Aguinaga)
- 2011 - Enrique González Martínez, Señas a la distancia. Ciento treinta poemas, 1903-1952 (selección de Luis Vicente de Aguinaga y Ángel Ortuño; prólogo de Luis Vicente de Aguinaga)
- 2018 - Las etapas del día. 50 años del Premio Bellas Artes de Poesía Aguascalientes, 1968-2018 (selección y prólogo de Luis Vicente de Aguinaga)